# Josef Haider
Josef Haider (19. března 1856 Unken – 15. ledna 1942 Unken) byl rakouský politik německé národnosti ze Salcburska, na počátku 20. století poslanec Říšské rady.

## Biografie
Od roku 1882 do roku 1927 působil jako rolník na statku v Unkenu. Od roku 1884 zde byl členem obecního výboru a potom v letech 1894–1897 a 1899–1909 starostou této obce.
Působil i jako poslanec Říšské rady (celostátního parlamentu Předlitavska), kam usedl ve volbách roku 1901 za kurii všeobecnou v Salcbursku, obvod Salcburk, Golling, St. Johann atd. Neúspěšně do parlamentu kandidoval i ve volbách roku 1907. Porazil ho ale klerikální kandidát Viktor Fuchs.
Ve volbách do Říšské rady roku 1901 se uvádí jako společný kandidát německých liberálů a nacionálů. Byl členem Německé lidové strany. I ve volbách roku 1907 byl uváděn jako kandidát Německé lidové strany.